# Gieten (Drenthe)
Gieten (Drents: Geetn) is een dorp gelegen op de Hondsrug in de provincie Drenthe in Nederland. Tot aan de gemeentelijke herindeling van 1998 was Gieten een zelfstandige gemeente. Na de vorming van de nieuwe gemeente Aa en Hunze werd Gieten het bestuurlijk centrum van de gemeente.

## Geografisch
Gieten is van oorsprong een esdorp. Gieten heeft een voor deze dorpen kenmerkende brink. Gieten wordt omringd door bos- en heidegebieden. Gieten ligt aan de kruising van de rijkswegen N33 en N34 die beide lopen over de plaats van belangrijke middeleeuwse routes. Deze beide wegen behoorden tot de eerste in Drenthe die in de 19e eeuw werden verhard. De wegen zijn verder van groot belang geweest voor de ontwikkeling van het gebied.
In 1905 kreeg Gieten een spoorwegstation. Dit station lag aan de spoorlijn Assen - Stadskanaal, die aangelegd was door de NOLS. In 1947 werd het station gesloten. De voormalige spoorbaan is deels nog te volgen, zowel in de richting van Assen als in de richting van Stadskanaal.

## Bevolking

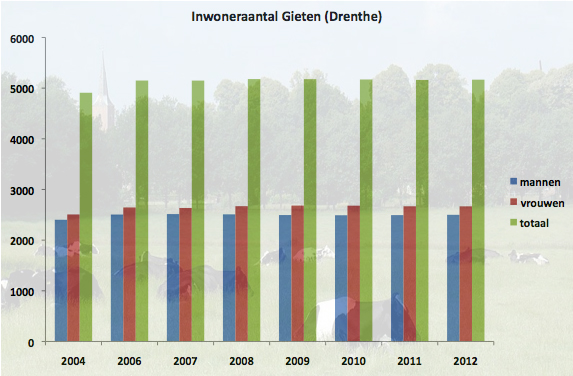
Inwoneraantal van Gieten in de periode 2004 t/m 2012

Het inwoneraantal van Gieten is tamelijk constant. Het dorp telt zo'n 2.500 mannelijke inwoners en iets meer, ruim 2.650, vrouwelijke inwoners. Het totaal aantal inwoners schommelt al jaren tussen de 5.000 en de 5.200.

## Bezienswaardigheden
- De hervormde kerk dateert van 1849, de toren is echter al veel eerder, in de zeventiende eeuw, gebouwd.
- In het dorp staat een korenmolen, de Hazewind uit 1833.
- De expositieboerderij 'Klein Hilbingshof', een boerderij gebouwd in 1604. In de vroege morgen van 12 maart 2012 werd de monumentale boerderij door brand verwoest.[2]
- Het voormalige Hotel Braams, oorspronkelijk een uit de zeventiende eeuw daterende herberg, gebouwd door de toenmalige schout en herbergier Johan Laurens.[3]

## Voorzieningen
- Zwembad Zwanemeer Gieten, een in 1935 aangelegd openluchtzwembad gelegen in het Zwanemeerbos. Het zwembad is in 1995 grondig gerenoveerd.

## Vervoer
Bij Gieten heeft vroeger een station gelegen, aan de spoorlijn Gasselternijveen - Assen. In 1968 werd de lijn naar Assen opgebroken en in 1977 de lijn naar Gasselternijveen. Het stationsgebouw is ook gesloopt. Tegenwoordig heeft Gieten dus alleen nog een busverbinding. Aan de rand van Gieten bij de rotonde van de N33 en N34 ligt een belangrijk regionaal busstation, P+R Gieten. Vanaf hier vertrekken bussen in alle richtingen naar o.a. Groningen, Emmen, Stadskanaal, Veendam en Assen.

## Sport
In 1991 werden de Nederlandse kampioenschappen en Wereldkampioenschappen veldrijden bij Gieten gehouden. Het Nederlands kampioenschap keerde in 2014 terug op het parcours. Ook in 1979, 1985 en 2000 was het NK in Gieten. Tot en met 2021 vond er ieder jaar in Gieten ook een cyclocross plaats, als onderdeel van de Superprestige veldrijden.
De in 1935 opgerichte Zwemclub Zwanemeer Gieten (ZZG) is actief in zowel wedstrijdzwemmen als waterpolo.
VV Gieten is de plaatselijke voetbalclub.

## Boerderij uit ijzertijd
Bij de aanleg van een busstation bij de rotonde in Gieten zijn in april 2010 contouren van een boerderij en erf uit de ijzertijd gevonden. Archeologen vermoeden dat de boerderij tussen 800 voor Christus en het begin van de jaartelling werd gebouwd. De sporen bestaan uit grondverkleuringen, een dubbele greppel, doorgangen en potscherven. Nadat de vondst is gefotografeerd zijn de sporen door graafmachines voorgoed gewist.

## Gemeentewapen
Het wapen van de voormalige gemeente: "In keel, een omgewende opspringende hazewindhond van zilver, gehalsband van goud. Het schild gedekt met een gouden kroon van drie bladeren en twee paarlen."

## Zie ook

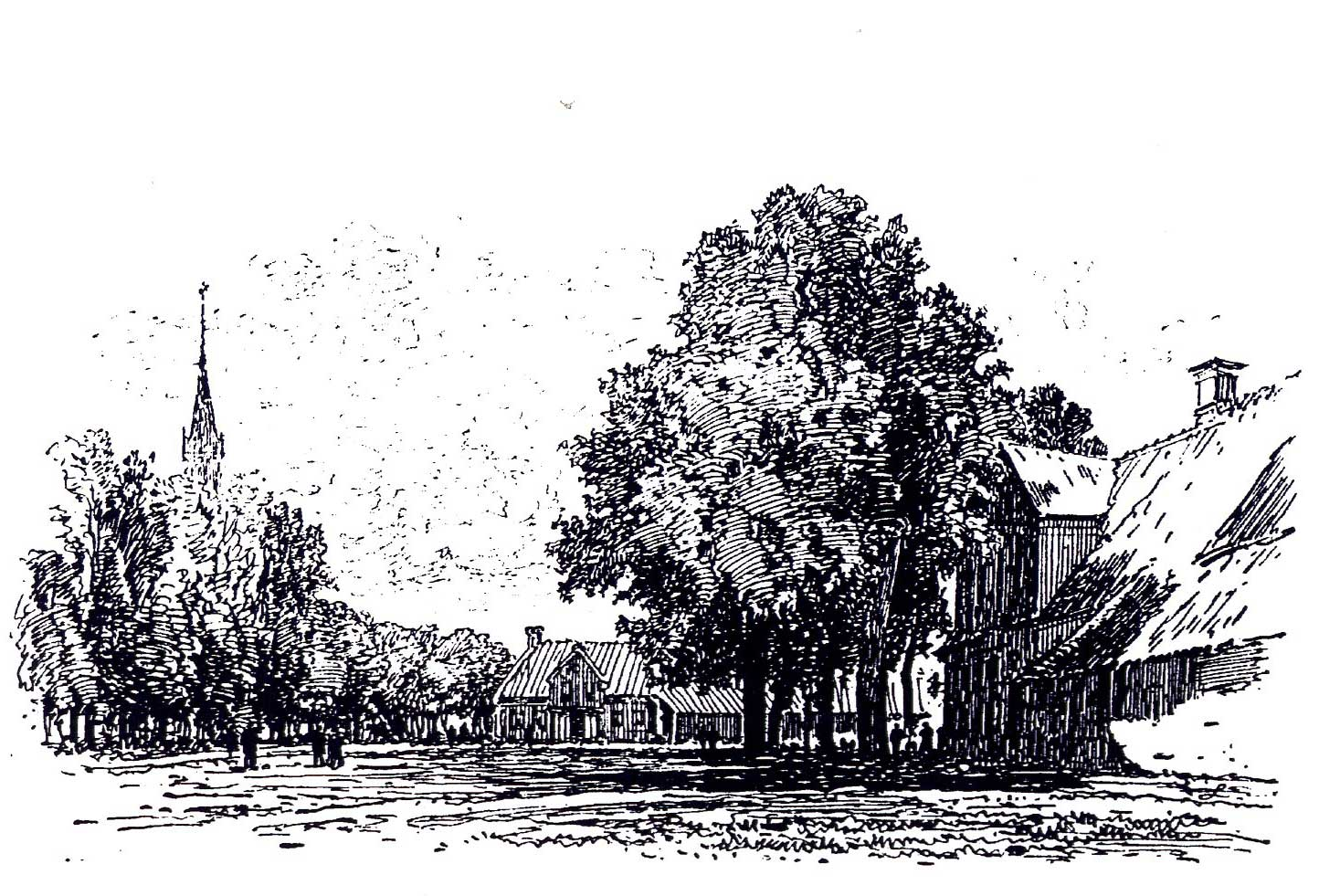
Gieten omstreeks 1880, de Brink met links de kerk en rechts hotel Braams
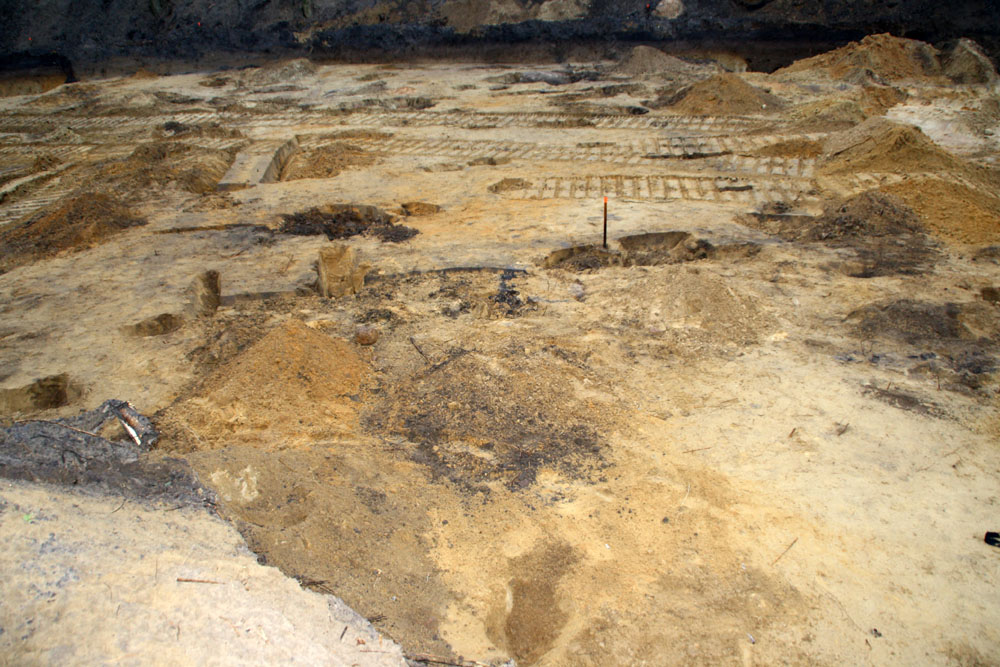
Sporen van een boerderij en erf uit ijzertijd in Gieten
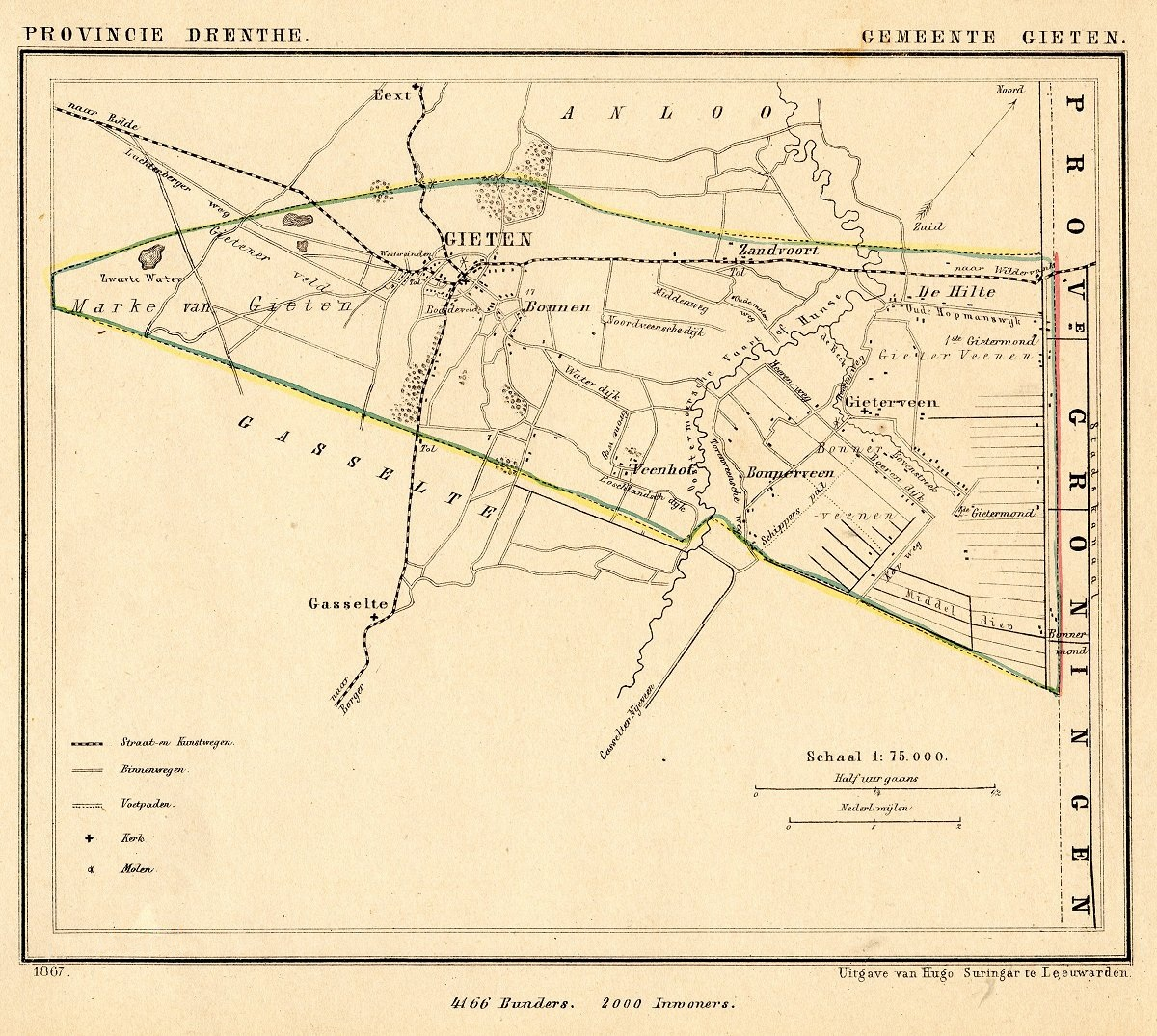
De voormalige gemeente Gieten in 1867
Het gemeentewapen van de voormalige gemeente Gieten

## Geboren in Gieten
- Gerard Nijenhuis (1932-2023), schrijver en dichter